# Live at Montreux (The Dubliners)
| Recensione | Giudizio |
| ---------- | -------- |
| AllMusic   | [ 1 ]    |

Live at Montreux è un album discografico Live dei The Dubliners, pubblicato dall'etichetta discografica tedesca Intercord Records nel 1977.

## Tracce
Lato A
Brani tradizionali con arrangiamenti dei The Dubliners, eccetto dove indicato.
1. Fermoy Lassies – 1:33
2. Lark in the Morning – 3:06
3. Four Green Fields – 4:46 (Tommy Makem)
4. Sheahan's Selection – 10:18

Lato B
Brani tradizionali con arrangiamenti dei The Dubliners, eccetto dove indicato.
1. The Town I Love So Well – 7:34 (Phil Coulter, Bill Martin)
2. Kelly from Killane – 2:58
3. The Masons Apron – 5:08
4. "Montreux" - Monto – 2:16

## Formazione
- Luke Kelly - voce, banjo a 5 corde
- Barney McKenna - banjo tenore, mandolino
- John Sheahan - fiddle, tin whistle, mandolino
- Jim McCann - voce, chitarra

Note aggiuntive
- Registrato dal vivo al Montreux Jazz and Folk Festival di Montreux, Svizzera nel 1976
- Charles H. Hoellering - design copertina album[3]